# InnoConcepts
InnoConcepts (officieel: Innoconcepts N.V.) was een Nederlandse beursgenoteerde onderneming, officieel gevestigd in Capelle aan den IJssel. Het werd in 2010 failliet verklaard. Dit faillissement leidde tot schikkingen en een strafzaak.

## Activiteiten
Het bedrijf werd opgericht in 1992. In het begin kocht InnoConcepts uitvindingen van particulieren om ze marktrijp te maken, zoals de Lifehammer om in noodgevallen de autoruit stuk te slaan. Later richtte de onderneming zich op het vermarkten van nieuwe technologieën voor de fabricage van bijvoorbeeld plastic dossiermappen en hoesjes voor cd's en dvd's. 
In 1998 werd het bedrijf naar de effectenbeurs van Amsterdam, Euronext gebracht door de ondernemers Fred Langerak en Peter Teerlink. Op het hoogtepunt lag de koers van het aandeel boven de 8 euro en was de totale beurswaarde zo’n 380 miljoen euro. Het aandeel maakte ook enige tijd deel uit van de index voor kleine bedrijven, de AScX Index.

## Faillissement
In 2009 werd bekend dat InnoConcepts kampte met grote financiële problemen. Zelfs een claimemissie die 31 miljoen euro opbracht in dat jaar bood geen oplossing en op 29 december 2010 werd het bedrijf failliet verklaard.
Na een onderzoek kwam de curator, Louis Deterink, tot de conclusie dat InnoConcepts was verworden tot een kaartenhuis dat van belangenverstrengeling en dubieuze transacties aan elkaar hing. De meest elementaire regels van corporate governance werden stelselmatig genegeerd en bij de raad van bestuur en raad van commissarissen was sprake van een ontluisterend gebrek aan integriteit.
Kort na publicatie van het curatorverslag deed de VEB bij het Openbaar Ministerie aangifte tegen het voormalige bestuur en de commissarissen van InnoConcepts wegens oplichting en valsheid in geschrifte. De aangifte richtte zich vooral op Fred Langerak en Peter Teerlink. De Fiscale inlichtingen- en opsporingsdienst (FIOD) startte een eigen onderzoek.
Op vrijdag 13 maart 2015 maakte het Openbaar Ministerie bekend een strafrechtelijk onderzoek te zijn gestart naar drie voormalige bestuurders van het bedrijf. Ze worden verdacht van bedrog in de jaarstukken 2005 tot en met 2008, oplichting en valsheid in geschrifte. Twee van hen zouden bovendien in 2007 hebben gehandeld in aandelen met voorkennis. Dezelfde dag kwam naar buiten dat de curator op accountantsfirma Deloitte een groot deel van het boedeltekort wil verhalen. Het tekort werd geraamd op 63,5 miljoen euro. ING Bank is de grootste schuldeiser met 44 miljoen euro. De betrokkenen, waaronder ook de accountant, schikten in december 2015 voor een bedrag van 18 miljoen euro. Justitie eiste op 11 november 2020 tegen drie voormalige bestuurders celstraffen tot 36 maanden en geldboetes van 1,5 en 3,4 miljoen euro.
Op 22 augustus 2017 bereikten VEB en Deloitte een akkoord over een schikking voor de aandeelhouders. In totaal is maximaal 6,5 miljoen euro beschikbaar als vergoeding voor koersschade van InnoConcepts-beleggers.
 In augustus 2019 volgde een minnelijke regeling met de voormalige bestuurders en commissarissen van InnoConcepts. In totaal is maximaal ruim 3 miljoen euro voor InnoConcepts-beleggers. Met deze overeenstemming sluit de VEB de InnoConcepts-actie.
In januari 2021 oordeelde de rechter dat voorwaardelijke celstraffen van 6 en 4 maanden op zijn plaats waren tegen drie toenmalige bestuurders.

## Resultaten
| Jaar | Omzet | Nettoresultaat | Balanstotaal | Eigen vermogen |
| ---- | ----- | -------------- | ------------ | -------------- |
| 2005 | 27,2  | -              | 97,4         | 67,4           |
| 2006 | 20,4  | 13,0           | 108,5        | 77,2           |
| 2007 | 28,5  | 17,9           | 150,7        | 106,1          |
| 2008 | 51,1  | -21,5          | 137,3        | 81,6           |
| 2009 | 12,6  | -54,9          | 142,3        | 66,0           |
| 2010 | 12,0  | -75,9          | 60,6         | -9,9           |